# Aurelio Galfetti
Pour les articles homonymes, voir Galfetti.
Aurelio Galfetti, né le 2 avril 1936 à Lugano et mort le 5 décembre 2021 à Bellinzone, est un architecte suisse.

## Biographie
Après avoir travaillé pour Tita Carloni, il étudie l'architecture à l'École polytechnique fédérale de Zurich de 1956 à 1960. Il s'installe successivement à Lugano (1960 à 1963) puis Bedano (1963 à 1976), à Bellinzone (1976 à 1992) puis de nouveau à Lugano à partir de 1992. Entre 1993 et 1998, il possède également un atelier à Genève. Entre 1962 et 1980, il collabore avec les architectes Mario Botta, Ivano Gianola, Flora Ruchat, Luigi Snozzi, Rino Tami, Ivo Trümpy et Livio Vacchini. En 2007, il ouvre un atelier à Padoue en Italie avec l'ingénieur Luciano Schiavon.
Il enseigne en tant que professeur invité à l'École polytechnique fédérale de Lausanne ainsi qu'à l'Unité pédagogique 8 (désormais École nationale supérieure d'architecture de Paris-Belleville). En 1996 il fonde, avec Mario Botta, l'Académie d'architecture de Mendrisio.
La rénovation du château de Castelgrande à Bellinzone est l'une de ses plus importantes réalisations.
Il est l'oncle maternel de l'homme politique français Manuel Valls.

## Principales réalisations

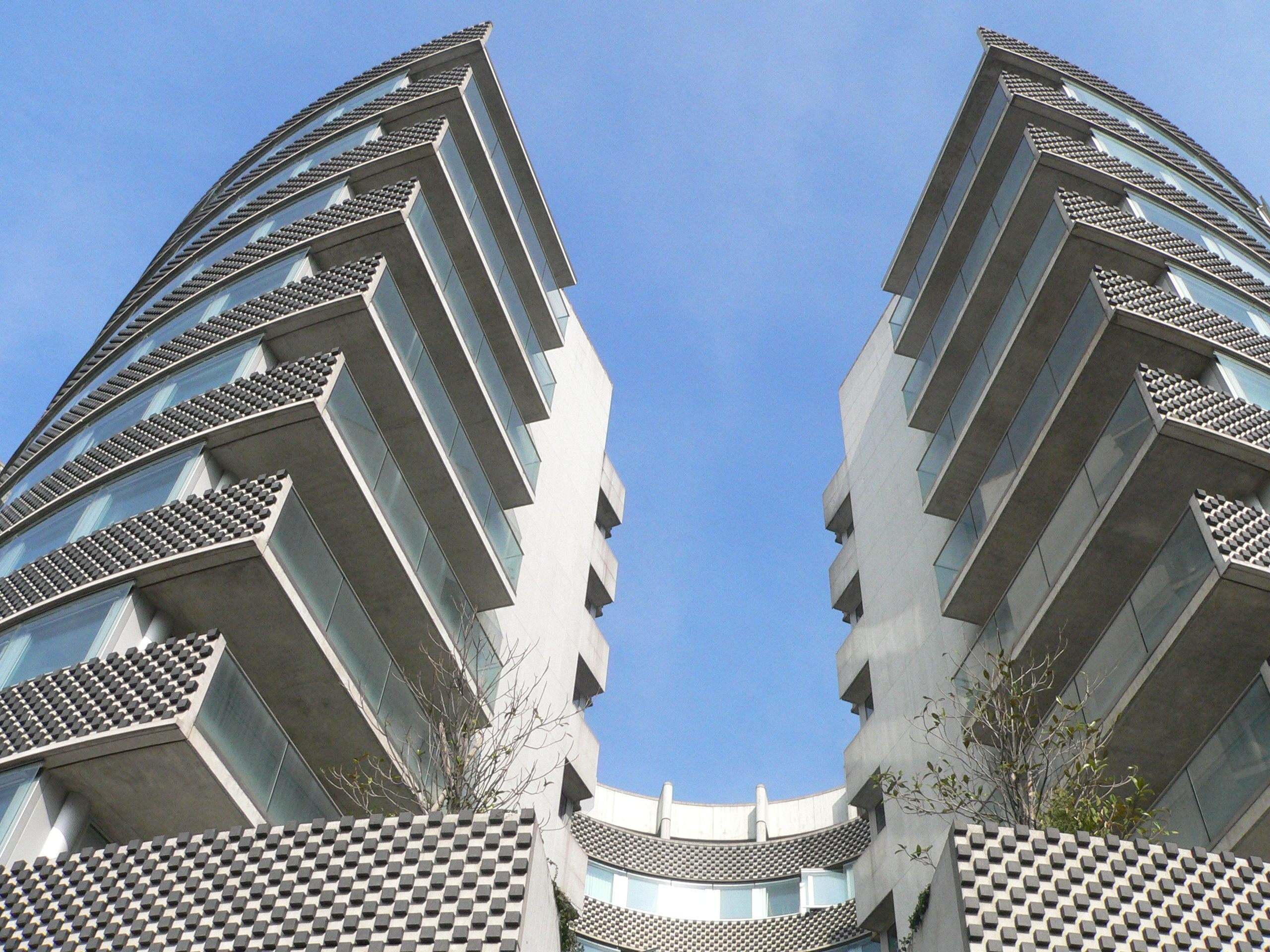
Immeuble polyvalent « Ulysse », Lausanne

- 1961, « Maison Rotalinti », Bellinzone
- 1963-1964, Jardin d'enfants, Biasca (avec Ivo Trümpy)
- 1966, 1969-1970, Jardin d'enfants, Viganello (avec Flora Ruchat et Ivo Trümpy)
- 1967-1970, Bains publics, Bellinzone (avec Flora Ruchat et Ivo Trümpy)
- 1969-1971, Jardin d'enfants, Bedano
- 1972, École, Riva San Vitale
- 1972-1975, École secondaire, Losone (avec Livio Vacchini)
- 1981-1985, Office de poste central, Bellinzone
- 1984-1985, Habitation « Al Portone », Bellinzone
- 1985-1986, Installation de tennis, Bellinzone
- 1986, Immeuble « Leonardo », Lugano
- 1986, Immeubles « Bianco e Nero », Bellinzone
- 1988, « Maison Ferretti », Gravesano
- 1983-1989, Transformation du Castelgrande, Bellinzone
- 1989-1991, Médiathèque Jean-Jacques Rousseau, Chambéry
- 1987-1993, Immeuble polyvalent « Ulysse », Lausanne[4]
- 1994, Immeuble de bureau, Genève
- 1988-2000, Accès autoroutier et giratoire de la piazza Castello, Locarno
- 1999-2001, Cité des arts, Chambéry
- 1999-2002, Aula polyvalent, Université de la Suisse italienne (USI), Lugano
- 2006, « Net Center », Padoue